# (32073) Cassidyryan
(32073) Cassidyryan es un asteroide perteneciente al cinturón de asteroides, descubierto el 7 de mayo de 2000 por el equipo del Lincoln Near-Earth Asteroid Research desde el Laboratorio Lincoln, Socorro, Nuevo México.

## Designación y nombre
Designado provisionalmente como  2000 JT61. Fue nombrado por Cassidy Ryan (nacida en 1997) quien obtuvo el segundo puesto en la Feria Internacional de Ciencias e Ingeniería de Intel de 2015 por su proyecto de ciencias de la Tierra y el medio ambiente. Asiste a la Academia Notre Dame en Park Hills, Kentucky, EUA

## Características orbitales
Cassidyryan está situado a una distancia media del Sol de 2,459 ua, pudiendo alejarse hasta 2,793 ua y acercarse hasta 2,125 ua. Su excentricidad es 0,136 y la inclinación orbital 5,843 grados. Emplea 1408,54 días en completar una órbita alrededor del Sol.

## Características físicas
La magnitud absoluta de Cassidyryan es 15,10. 